# Camptochaeta unidentata
Camptochaeta unidentata är en tvåvingeart som beskrevs av Heikki Hippa och Pekka Vilkamaa 1994. Camptochaeta unidentata ingår i släktet Camptochaeta och familjen sorgmyggor.
Artens utbredningsområde är Finland. Inga underarter finns listade i Catalogue of Life.